# 二苯并［c,g］咔唑
二苯并[c,g]咔唑是一种杂环有机化合物，化学式为C20H13N。它可由1,1'-联-2-萘酚和氨水、亚硫酸铵反应制得。它和4-硝基氟苯在氟化铯存在下反应，可以得到7-(4-硝基苯基)二苯并[c,g]咔唑。它和碘甲烷在叔丁醇钾存在下于四氢呋喃中反应，可以得到7-甲基二苯并[c,g]咔唑。